# Детские забавы с Хайди Клум
«Детские забавы с Хайди Клум» (англ. Seriously Funny Kids)  — ТВ-передача канала Lifetime, шедшая с 1  февраля по 11 апреля 2011 года. Ведущая — Хайди Клум. 

## Сюжет
Хайди Клум интервьюирует детей, демонстрирует смешные видео со всего света и выполняет с юными участниками программы самые странные и необычные задания.

## Производство
12 октября 2010 года Lifetime заказал 20 эпизодов телепрограммы.

## Рейтинг
Первый эпизод шоу посмотрели 1,1 миллиона зрителей. После пятого выпуска, собравшего значительно меньшую  аудиторию, шоу было перенесено с 21:30 до 23:00. С 25 февраля «Детские забавы» шли по понедельникам в 6:00 вечера. После первого сезона передача была закрыта.